# Petrophile nivea
Petrophile nivea är en tvåhjärtbladig växtart som beskrevs av Hislop & Rye. Petrophile nivea ingår i släktet Petrophile och familjen Proteaceae. Inga underarter finns listade i Catalogue of Life.